# Psydrax forsteri
Psydrax forsteri är en måreväxtart som beskrevs av Sally T. Reynolds och Rodney John Francis Henderson. Psydrax forsteri ingår i släktet Psydrax och familjen måreväxter.
Artens utbredningsområde är Queensland. Inga underarter finns listade i Catalogue of Life.